# Sam Taylor (Regisseur)

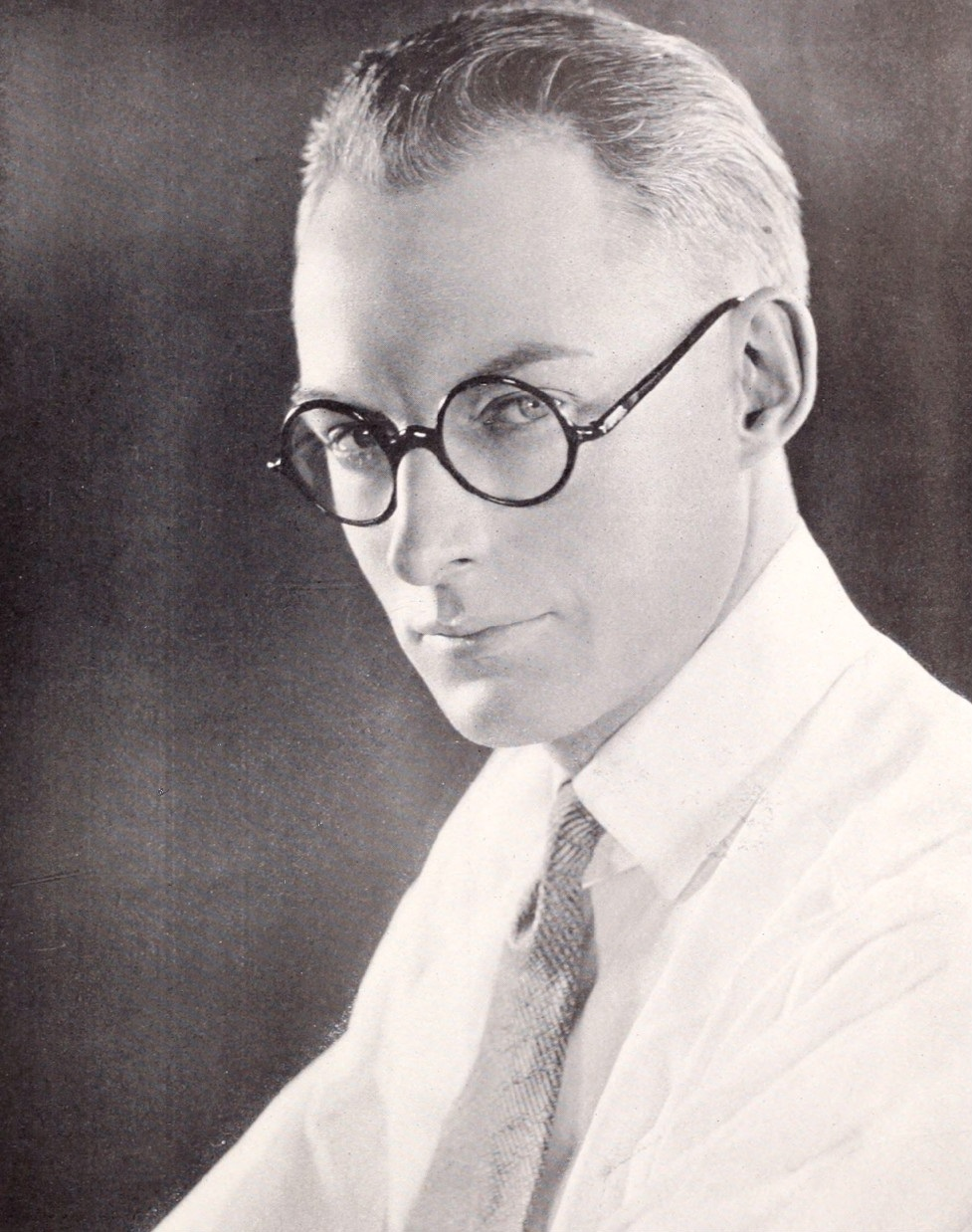
Sam Taylor (1926)

Sam Taylor (* 13. August 1895 in New York; † 6. März 1958 in Santa Monica) war ein US-amerikanischer Filmregisseur, Drehbuchautor und Produzent. Am bekanntesten ist er für seine Arbeit mit dem Komiker Harold Lloyd. Zudem führte er bei einem der letzten Filme von Stan Laurel und Oliver Hardy Regie (Nothing But Trouble, 1944).
Harry und Michael Medved, Autoren des Buches „Golden Turkey Award“ erkannten Taylor eine „Auszeichnung“ zu für die Worst Credit Line of All Time (Die blödeste Erwähnung in den Credits aller Zeiten) für „by William Shakespeare with additional dialogue by Sam Taylor“ („von William Shakespeare mit zusätzlichen Dialogen von Sam Taylor“) im Film Der Widerspenstigen Zähmung. Es lässt sich jedoch keine Kopie des Filmes finden, die diese Textzeile enthält.

## Filmografie (Auswahl)
- 1921: Nur nicht schwach werden (Never Weaken) Drehbuch
- 1921: Matrose wider Willen (A Sailor-Made Man) Drehbuch
- 1922: Großmutters Liebling (Grandma's Boy) Drehbuch
- 1922: The Mohican’s Daughter
- 1922: Dr. Jack
- 1923: Lieber krank als sorgenfrei (Why Worry?)
- 1923: Ausgerechnet Wolkenkratzer! (Safety Last)
- 1924: Mädchenscheu (Girl Shy)
- 1925: Der Sportstudent (The Freshman)
- 1926: Um Himmels willen (For Heaven’s Sake)
- 1927: Meine beste Freundin (My Best Girl)
- 1928: Die Stunde der Entscheidung (The Woman Disputed)
- 1928: Wetterleuchten (Tempest)
- 1929: Die Lady von der Straße (Lady of the Pavements) (Drehbuch)
- 1929: Der Widerspenstigen Zähmung (The Taming of the Shrew)
- 1929: Coquette
- 1930: Du Barry, Woman of Passion
- 1931: Skyline
- 1931: Kiki
- 1932: Die Lotterie des Teufels (Devil’s Lottery)
- 1933: Out All Night
- 1934: Harold Lloyd, der Strohmann (The Cat's Paw)
- 1935: Fräulein Wirbelwind (Vagabond Lady)
- 1944: Die Leibköche seiner Majestät (Nothing but Trouble)